# Kadadahalli, Navalgund
Kadadahalli là một làng thuộc tehsil Navalgund, huyện Dharwad, bang Karnataka, Ấn Độ.